# Acontius stercoricola
Acontius stercoricola is een spinnensoort uit de familie Cyrtaucheniidae. De soort komt voor in Guinea.